# المنظمة الأمريكية الطبية للنساء
المنظمة الأمريكية الطبية للنساء هي منظمة تعليمية وداعمة للأطباء النساء وطلبة الطب. أسستها بيرثا فان هوسن في عام 1915 بميالديا، وتعمل على تطوير النساء في مجال الطب، وهي بمثابة الصوت المتحدث عن صحة المرأة. كانت المنظمة تنشر جريدة بأسمها «المنظمة الأمريكية الطبية للنساء»، والآن أصبحت جريده «صحة المرأة» هي الجريدة الرسمية للمنظمة.